# مارکوس کارل
مارکوس کارل (انگلیسی: Markus Karl؛ زادهٔ ۱۴ فوریهٔ ۱۹۸۶) بازیکن فوتبال اهل آلمان است.
از باشگاه‌هایی که در آن بازی کرده‌است می‌توان به باشگاه فوتبال گروتر فورث، باشگاه فوتبال کایزرسلاوترن، باشگاه فوتبال هامبورگ، باشگاه فوتبال یونیون برلین، باشگاه فوتبال اینگولشتات ۰۴، و باشگاه فوتبال اس‌وی زاندهاوزن اشاره کرد.
وی همچنین در تیم‌های ملی فوتبال جوانان آلمان و زیر ۲۰ سال آلمان بازی کرده‌است.